# Gogi Alauddin
Gogi Alauddin (* 11. September 1951 in Lahore) ist ein ehemaliger pakistanischer Squashspieler.

## Karriere
Gogi Alauddin war insbesondere in den 1970er-Jahren als Squashspieler aktiv und erreichte im Januar 1975 mit Rang drei seine höchste Platzierung in der Weltrangliste.
1973 und 1975 stand er zweimal im Finale der British Open. Beide Endspiele verlor er in drei Sätzen: 1973 gegen Jonah Barrington, 1975 gegen Qamar Zaman. Mit der pakistanischen Nationalmannschaft nahm er 1969 an der Weltmeisterschaft teil. Von 1976 bis 1984 stand er achtmal im Hauptfeld der Einzelweltmeisterschaft. 1976 und 1977 gelang ihm mit dem Erreichen des Halbfinals sein bestes Resultat. Beide Male unterlag er Geoff Hunt in jeweils vier Sätzen.
Er ist der Onkel von Sohail Qaiser, der ebenfalls als Squashspieler aktiv war und 1985 Weltmeister wurde.